# 南京市革命委员会
南京市革命委员会，是文化大革命期间南京市的最高行政机关，成立于1968年，1981年改名为南京市人民政府。根据《七五宪法》规定，南京市革命委员会是南京市人民代表大会的常设机关，也是南京市的人民政府。南京市革命委员会算作南京市第七届人民代表大会。